# Ann Pettifor

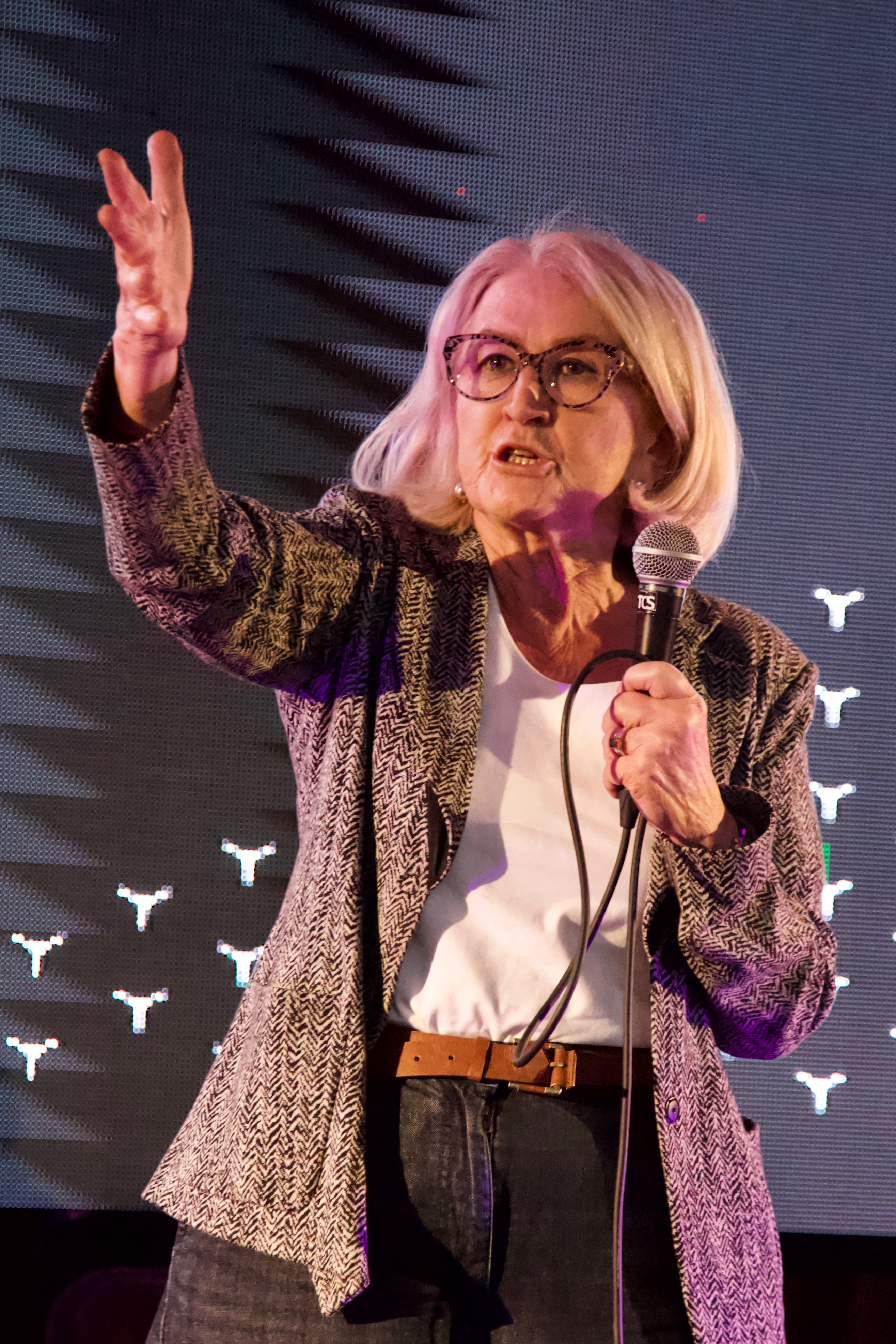
Ann Pettifor en 2018

Ann Pettifor (nacida en febrero de 1947) es una economista británica que aconseja a gobiernos y organizaciones. Ha publicado varios libros. Sus especialidades de trabajo son el sistema financiero global, la reestructuración de deuda soberana, la economía internacional y el desarrollo sostenible. Pettifor es conocida por haber pronosticando la crisis financiera de 2008. 
Es la directora de Policy Research In Macroeconomics (PRIME) una red de economistas que investigan políticas keynesianas.

## Biografía
Lynda Ann Pettifor nació en Sudáfrica en febrero de 1947 y se graduó en políticas y economía de la Universidad del Witwatersrand.
Pettifor cofundó la campaña internacional Jubilee 2000 para la anulación de las deudas de los países más pobres. 

## Publicaciones
Pettifor es conocida por predecir la Crisis financiera de 2008 en varias de sus publicaciones, incluyendo el libro The Real World Economic Outlook. resumido en el 'New Statesman' en un artículo publicado el 1 de septiembre de 2003 titulado "Coming soon: The new poor" (Muy pronto: los nuevos pobres). y seguido por el libro de septiembre de 2006 "The Coming First World Debt Crisis" (La próxima primera crisis de la deuda mundial).
- 1996 -Debt, the Most Potent Form of Slavery: : a discussion of the role of Western lending policies in subordinating the economies of poor countries. Debt Crisis Network.[8]
- 2000 - Kicking the Habit: Finding a Lasting Solution to Addictive Lending and Borrowing and Its Corrupting Side-Effects (Joseph Hanlon & Angela Travis). Jubilee 2000 Coalition.[8]
- 2001 - It Takes Two to Tango: Creditor Co-Responsibility for Argentina's Crisis – and the Need for Independent Resolution (with Liana Cisneros & Alejandro Olmos). New Economics Foundation.[8]
- 2002 - Chapter 9/11?: Resolving International Debtcrises – The Jubilee Framework for International Insolvency. New Economics Foundation. ISBN 978-1-899407-44-6
- 2003 - The Real World Economic Outlook Palgrave Macmillan. ISBN 978-1-4039-1794-2
- 2006 - The Coming First World Debt Crisis. Palgrave Macmillan. ISBN 978-0-230-00784-0
- 2008 - The Green New Deal - Joined up policies to solve the triple crunch of credit crises, climate change and high oil prices  New Economics Foundation. ISBN 978-1-904882-35-0
- 2013 - National Plan for the UK: From Austerity to the Age of the Green New Deal (enlace roto disponible en Internet Archive; véase el historial, la primera versión y la última). New Economics Foundation
- 2014 - Just Money: How Society Can Break the Despotic Power of Finance. Commonwealth Publishing.
- 2014 - The Production of Money. How to Break the Power of Bankers, Verso ISBN 9781786631374[9]
  - 2017 - La producción del dinero. Cómo acabar con el poder de los bancos, Los libros del lince / Sin fronteras / Traficantes de sueños. ISBN 9788415070788[10][11]
- 2019 - The Case for the Green New Deal. Verso ISBN 9781788738156